# Мухавец
Мухавец е река в Беларус, десен приток на река Западен Буг. Дължина – 150 км, площ на водния басейн – 6350 км2.
Започва от сливането на рекичката Муха и канала Вец в района на град Пружани. Влива се в река Припят.
Основни притоци:
- Дахловка
- Жабинка
- Тростяница
- Осиповка
- Рита

Воден обем – 33,6 м³/с.
На реката са разположени градовете Кобрин, Жабинка, Брест; на устието е разположена — Брестка крепост.